# T & A (luta profissional)
T & A (Test e Albert) foi uma tag team de wrestling profissional que atuaou na World Wrestling Federation. T & A tiveram Trish Stratus como sua valet, com seu nome sendo um trocadilho com as iniciais dos dois lutadores e a expressão de gíria "T & A" (referindo-se a "seios e bunda"), o que gerou inúmeras piadas grosseiras do comentarista Jerry Lawler, em referência ao seios de Trish Stratus.

## História
Test e Albert se conheceram no centro de treinamento de Dory Funk, Jr., o Funkin Conservatory, onde foram treinados. Após isso, os dois seguiram carreiras individuais, sendo contratados pela WWF, onde formaram uma tag team em 2000. No Sunday Night Heat de 19 de março de 2000, Trish Stratus fez sua estreia, como valet, disposta a prestar seus serviços a qualquer tag team. Pouco depois, Test e Albert, se tornaram seus alas. Sua primeira luta como uma tag team foi no Smackdown de 30 de março, quando perderam para os Hardy Boyz. O primeiro pay-per-view da dupla foi a WrestleMania 2000, onde derrotaram Steve Blackman e Al Snow. Eles competiram contra várias tag team da WWF, incluindo Road Dogg e X-Pac, The Godfather e D'Lo Brown, e The Holly Cousins, antes de começarem uma rivalidade com os Dudley Boyz. No Backlash 2000, eles venceram os Dudley Boyz.
Eles continuaram competindo contra várias equipes, incluindo os Hardy Boyz e os Dudley Boyz nos meses seguintes. No King of the Ring, eles disputaram o WWF Tag Team Championship em uma Four corners elimination match, mas foram a primeira dupla a ser eliminada, após Matt Hardy derrotar Test. Test, Albert e Stratus começaram uma rivalidade com os Hardy Boyz: Matt e Jeff Hardy, e sua manager Lita, que levou a uma Mixed tag team match no Fully Loaded, a qual perderam após Lita derrotar Trish.
Durante uma luta contra a Acolytes Protection Agency (APA), os dois parodiaram a equipe sob o nome de T & APA (Test & Albert Protection Agency). Como parte dessa disputa, os três membros da T & A foram postos para enfrentar Bradshaw, Farooq e Lita em uma mixed tag team match. T & A atacaram a APA no bastidores, e consequentemente, a luta não aconteceu. Eles então, atacaram Lita no ringue até que os Hardy Boyz a salvassem.
A rixa com os The Holly Cousins (Crash, Hardcore e Molly) seguiu, e no Survivor Series, os The Holly Cousins, com Steve Blackman substituindo Hardcore, derrotaram a T & A em uma Mixed tag team match, quando Molly derrotou Stratus.
No Smackdown de dezembro de 2000, Albert atacou Test, alegando estar insatisfeito com a parceria dos dois, causando-lhe na história, ferimentos internos que resultaram em uma hemorragia na boca. Trish continuou a ser valet de Albert por um tempo, mas eventualmente começou uma storyline envolvendo Vince McMahon e, eventualmente, Albert começou a lutar sozinho. Albert passou a participar da stable X-Factor, com X-Pac e Justin Credible. Test começou uma rivalidade com Eddie Guerrero pelo European Championship, o qual disputou na WrestleMania X-Seven, sendo derrotado pelo mesmo, antes de eventualmente se juntar à The Alliance.
Test morreu em 13 de março de 2009 em seu apartamento na Flórida.

## No Wrestling
- Finishers
  - Baldo Bomb - Albert
  - Test Bomb - Test
  - Powerbomb e Elbow Drop (Baldo Bomb de Albert precedido de um Elbow Drop de Test)
  - Corner Body Smash de Albert precedido de um Running Big Foot de Test.